# Mazerolles (Landes)
Mazerolles település Franciaországban, Landes megyében. Lakosainak száma 670 fő (2022. január 1.). Mazerolles Bascons, Bougue, Bretagne-de-Marsan, Laglorieuse, Mont-de-Marsan és Saint-Avit községekkel határos.

## Népesség
A település népességének változása:
| Lakosok száma | 288  | 400  | 481  | 620  | 692  | 659  | 633  | 628  | 642  | 670  |
|               | 1968 | 1982 | 1990 | 2006 | 2013 | 2015 | 2017 | 2019 | 2020 | 2022 |